# Baudreville (Manche)
Baudreville település Franciaországban, Manche megyében. Lakosainak száma 75 fő (2018. január 1.). Baudreville Bolleville, Denneville, Saint-Rémy-des-Landes, Saint-Sauveur-de-Pierrepont és Surville községekkel határos.

## Népesség
A település népességének változása:
| Lakosok száma | 154  | 129  | 92   | 78   | 84   | 84   | 86   | 93   | 76   | 75   |
|               | 1962 | 1968 | 1982 | 1990 | 1999 | 2008 | 2011 | 2013 | 2017 | 2018 |